# Takeshi Hamada
Takeshi Hamada (Osaka, 21 december 1982) is een Japans voetballer.

## Carrière
Takeshi Hamada speelde tussen 2001 en 2009 voor Cerezo Osaka en Sagan Tosu. Hij tekende in 2010 bij Tokushima Vortis.